# Derült égből karácsony
A Derült égből karácsony (eredeti cím: A Sudden Case of Christmas) 2024-es angol nyelvű olasz karácsonyi filmvígjáték, amelyet Peter Chelsom, Tinker Lindsay, Gianluca Bomprezzi, Neri Parenti, Federico Baccomo és Francesco Patierno forgatókönyvéből Chelsom rendezett. A főbb szerepekben Danny DeVito és Andie MacDowell látható. A 2022-es Improvvisamente Natale című olasz film remake-je.
Amerikában 2024. november 7-én, míg Olaszországban december 5-én mutatták be a mozikban. Magyarországon december 19-én jelent meg a Prorom Entertainment Kft. forgalmazásában.

## Cselekmény
Claire szülei elválnak, és elviszik őt nagyapja olaszországi szállodájába, hogy ezt közöljék vele. Egy utolsó erőfeszítésként, hogy megmentsék a házasságukat, Claire meggyőzi a családját, hogy augusztus közepén ünnepeljenek még egy utolsó közös karácsonyt.

## Szereplők
| Szerep              | Színész            | Magyar hang        |
| ------------------- | ------------------ | ------------------ |
| Lawrence            | Danny DeVito       | Harsányi Gábor     |
| Rose                | Andie MacDowell    | Tóth Enikő         |
| Jacob               | Wilmer Valderrama  | Hamvas Dániel      |
| Abbie               | Lucy DeVito        | Nádasi Veronika    |
| Claire              | Antonella Rose     | Tanka Natália      |
| Mark                | José Zúñiga        | Széles Tamás       |
| Otto                | Adrian Dunbar      | Dézsy Szabó Gábor  |
| Claudia             | Valeria Cavalli    | Vándor Éva         |
| Mario               | Mario de la Rosa   | Schmied Zoltán     |
| Don Michele         | Francesco Salvi    | Végh Péter         |
| O'Malley            | Denis Conway       | Holl Nándor        |
| Johanna             | Kate Muda          | Schandl Kinga      |
| Niccoló             | Matteo Miraglia    | Juni-Peller Kornél |
| Phil                | Roderick Hill (II) | Ács Norbert        |
| Howie               | Nathan Cooper      | Renácz Zoltán      |
| Biztonsági ellenőr  | Tim Daish          | Sörös Miklós       |
| Hőlégballonos férfi | Leo Ferrari        | Ivanics Tamás      |
| Delfina             | Antonella Salvucci | Frick Nóra         |
| Aldo                | Tommaso Sacco      | Bor László         |
| Helikopterpilóta    | Luca Bagnoli       | Majorfalvi Bálint  |

### Magyar változat
- Főcím: Dóka Andrea
- Magyar szöveg: Egressy G. Tamás
- Hangmérnök: Schriffert László
- Vágó: Kajdácsi Brigitta
- Gyártásvezető: Cabello-Colini Borbála
- Szinkronrendező: Bercsényi Péter
- Produkciós vezető: Kónya Andrea

A szinkront a Mafilm Audio Kft. készítette el.

## A film készítése
2024. május 12-én bejelentették, hogy Danny DeVito, Andie MacDowell és több más színész is szerepet kapott a filmben.
2024. május 16-án kiderült, hogy a Shout! Studios megszerezte a film észak-amerikai forgalmazási jogait.

## Bemutató
A filmet 2024. november 7-én adták ki digitálisan az Amerikai Egyesült Államokban. Olaszországban 2024. december 5-én került a mozikba.

## Fogadtatás
Monique Jones a Common Sense Media-tól ötből négy csillagot adott a filmre. Catherine Bray a The Guardian-tól ötből három csillagosra értékelte a filmet.